# Michael August Blume
Michael August Blume (South Bend, 30 maggio 1946) è un arcivescovo cattolico statunitense, che ha prestato servizio presso la Curia Romana dal 1995 al 2005 e poi nel servizio diplomatico della Santa Sede.

## Biografia
Nato il 30 maggio 1946 a South Bend, nella contea di St. Joseph, durante la giovinezza scopre la sua vocazione e diventa membro della Società del Verbo Divino. Completata la formazione ecclesiastica, è ordinato presbitero il 23 dicembre 1972 dal vescovo ausiliare Joseph Robert Crowley per la diocesi di Fort Wayne-South Bend, presso la chiesa di Nostra Signora d'Ungheria in South Bend. Conseguita la laurea in matematica e quella in teologia, presso la Pontificia Università Gregoriana, dal 1975 al 1983 insegna teologia presso il seminario regionale di Cape Coast, in Ghana. Dal 1983 al 1990 è provinciale della Società del Verbo Divino in Ghana, Benin e Togo, per poi ricoprire il ruolo di segretario generale dal 1990 al 1994.
Oltre all'inglese, parla correntemente italiano e francese.

### Servizio per la Santa Sede
Dopo numerosi anni di sacerdozio, il 6 aprile 2000 è nominato sottosegretario del Pontificio consiglio della pastorale per i migranti e gli itineranti, dopo essersi occupato dell'ufficio stampa dall'aprile 1995. Il 24 agosto 2005 papa Benedetto XVI lo nomina arcivescovo titolare di Alessano e nunzio apostolico in Benin e Togo. Viene ordinato vescovo il 30 settembre 2005 dal cardinale Angelo Sodano, segretario di Stato della Santa Sede, co-consacranti gli arcivescovi Henryk Franciszek Hoser, segretario aggiunto della Congregazione per l'evangelizzazione dei popoli, e Leonardo Sandri, sostituto per gli affari generali della Segreteria di Stato della Santa Sede, presso la basilica di San Pietro in Vaticano.
Papa Benedetto XVI lo nomina nunzio apostolico in Uganda il 2 febbraio 2013, dopo che nell'agosto 2012 aveva nominato Paul Tschang In-nam alla nunziatura apostolica in Thailandia ed in Cambogia. Papa Francesco lo nomina nunzio apostolico in Ungheria il 4 luglio 2018. Il 31 dicembre 2021 accetta le sue dimissioni per raggiunti limiti di età.

## Genealogia episcopale e successione apostolica
La genealogia episcopale è:
- Cardinale Scipione Rebiba
- Cardinale Giulio Antonio Santori
- Cardinale Girolamo Bernerio
- Arcivescovo Galeazzo Sanvitale
- Cardinale Ludovico Ludovisi
- Cardinale Luigi Caetani
- Cardinale Ulderico Carpegna
- Cardinale Paluzzo Paluzzi Altieri degli Albertoni
- Papa Benedetto XIII
- Papa Benedetto XIV
- Papa Clemente XIII
- Cardinale Marcantonio Colonna
- Cardinale Giacinto Sigismondo Gerdil
- Cardinale Giulio Maria della Somaglia
- Cardinale Carlo Odescalchi
- Vescovo Eugène de Mazenod
- Arcivescovo Joseph Hippolyte Guibert
- Cardinale François-Marie-Benjamin Richard
- Cardinale Pietro Gasparri
- Cardinale Clemente Micara
- Cardinale Antonio Samorè
- Cardinale Angelo Sodano
- Arcivescovo Michael August Blume

La successione apostolica è:
- Vescovo Jacques Danka Longa (2008)

Inoltre, è co-consacrante principale di:
- Vescovo Damiano Giulio Guzzetti (2014)
- Vescovo Gabor Mohos (2018)
- Vescovo Zsolt Marton (2019)
- Vescovo Tibor Berta (2021)